# Limónniki
Limónniki (en rus: Лимонники) és un poble del krai de Primórie, a l'Extrem Orient de Rússia, que en el cens del 2010 tenia 176 habitants.